# Telaio (tessitura)

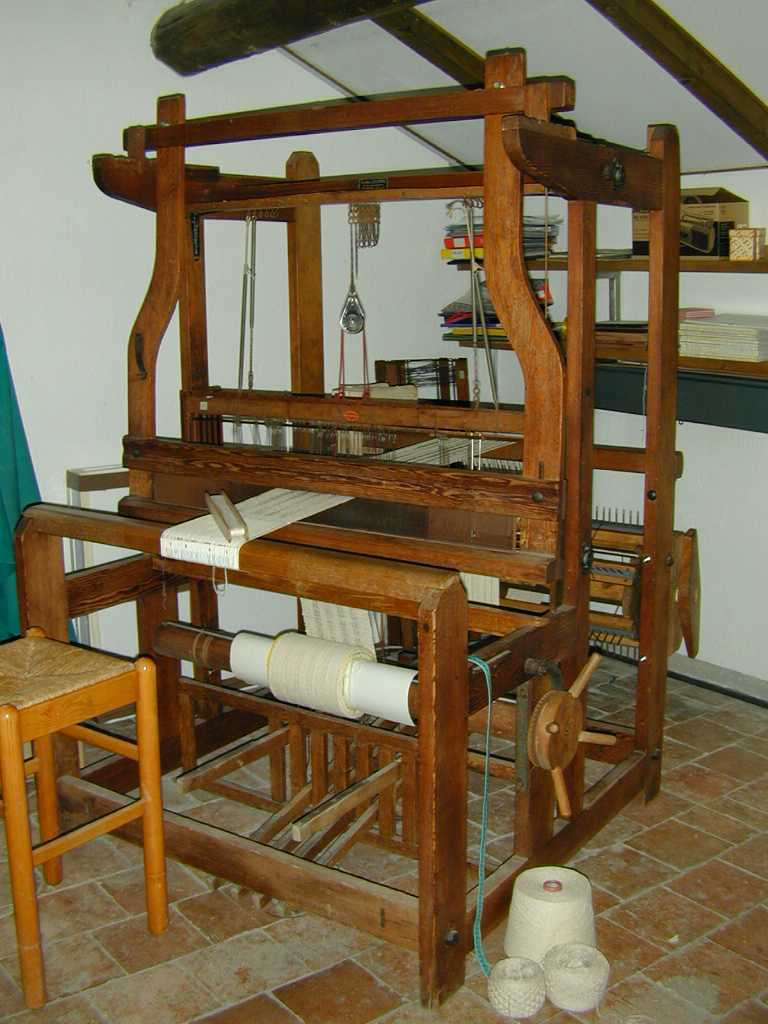
Telaio in legno a 6 licci

Il telaio è la macchina utilizzata per la produzione di tessuti, ottenuti tramite opportuno intreccio di due serie di fili tra loro perpendicolari, chiamati trama ed ordito.

## Storia
La storia della tessitura segue passo passo quella dell'umanità, cercando di soddisfare le sue esigenze materiali l'uomo costruisce macchinari sempre più complessi, sino ad arrivare al punto, durante la rivoluzione industriale in cui le macchine condizionano e determinano la vita di un'ampia fascia della popolazione europea occupata nel settore tessile.
I primi telai apparvero nel neolitico, erano costruzioni molto semplici, poco più di una intelaiatura rettangolare costruita con rami o pali di legno messa in posizione verticale. La tensione dei fili di ordito era ottenuta tramite pesi, in argilla o pietra, che si trovano numerosissimi negli scavi archeologici. L'immagine di questo tipo di telaio è rappresentata sui vasi Greci, spesso abbinata all'immagine di Penelope.
I popoli antichi oltre al telaio con pesi usavano telai orizzontali, a terra, dove la tensione dei fili d'ordito veniva ottenuta con il tiraggio tra il subbio anteriore e quello posteriore. Questo tipo di telaio, solamente un po' raffinato, continuò ad essere utilizzato per millenni, dagli Egizi e dai Romani. 
Nel medioevo il telaio verticale continua ad essere utilizzato per il confezionamento degli arazzi, e nel 1250 fu dotato per la prima volta di pedale.
La costruzione dei telai diviene sempre più accurata, fino a permettere nel rinascimento la produzione di manufatti complessi e raffinati. La tessitura diviene un'arte, grazie anche all'arrivo della seta dalla Cina: fiorisce la produzione di tessuti pregiati come raso, broccato, damasco, velluto.
Nella seconda metà del Settecento nella nuova produzione industriale, il cotone è la più diffusa ed utilizzata delle fibre naturali e la maggiore coltura agricola non alimentare.
I ritrovamenti più antichi di tessili di cotone vengono datati al 5800 a.C. 
Il cotone, ha antiche tradizioni essendo stato introdotto in Sicilia dai Saraceni nel IX sec.
La lavorazione avveniva in quattro fasi: 
- cardatura
- filatura
- tessitura
- finitura

Nel 1787 per la prima volta viene applicato il motore a vapore per muovere un telaio: nasce il telaio meccanico. Nel 1790 Joseph-Marie Jacquard, francese, inventa il telaio jacquard dove una scheda perforata comanda il movimento dei licci permettendo l'esecuzione di disegni molto complessi con il lavoro di un solo tessitore. Sempre nel 1790 la produttività dell'industria laniera viene favorita dall'invenzione del candeggio.
Nel XIX secolo la produzione tessile si meccanizza e razionalizza, il telaio esce da un ambito artigianale e domestico per diventare uno degli artefici della rivoluzione industriale. Dai 23.000 impiegati nel settore del 1834, si passa ai 331.000 del 1851 (in Inghilterra).
.

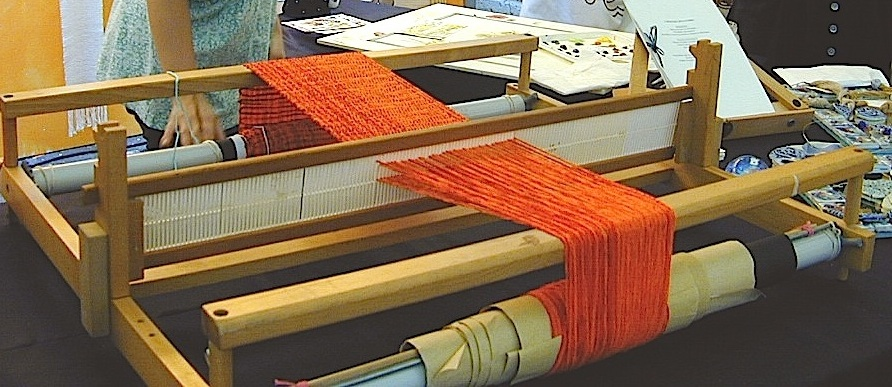
Telaio pettine-liccio

La direzione del lavoro di fabbrica richiedeva dunque esperienza e competenza specifiche maturate nei diversi ambiti di produzione. Nel caso particolare dell'industrie tessili la comparsa di macchine azionate da energia inanimata diede origine quasi immediatamente a un processo produttivo di tipo lineare o sequenziale. La superiorità della filatura meccanica su quella a mano era del resto di parecchie centinaia a uno nel filatoio idraulico. Il filato ottenuto a macchina era migliore di quello che la conocchia o la ruota avrebbero mai potuto produrre. Il filo fatto a mano era di spessore e robustezza diversa, mentre con la macchina era regolare e robusto in proporzione al peso. La "mula" (il filatoio di Crompton, detto mule) stirava e torceva simultaneamente lo stoppino e continuava a tirare anche dopo che la torcitura si arrestava, producendo filati di titolo ben più elevato di quanto potesse dare la ruota.

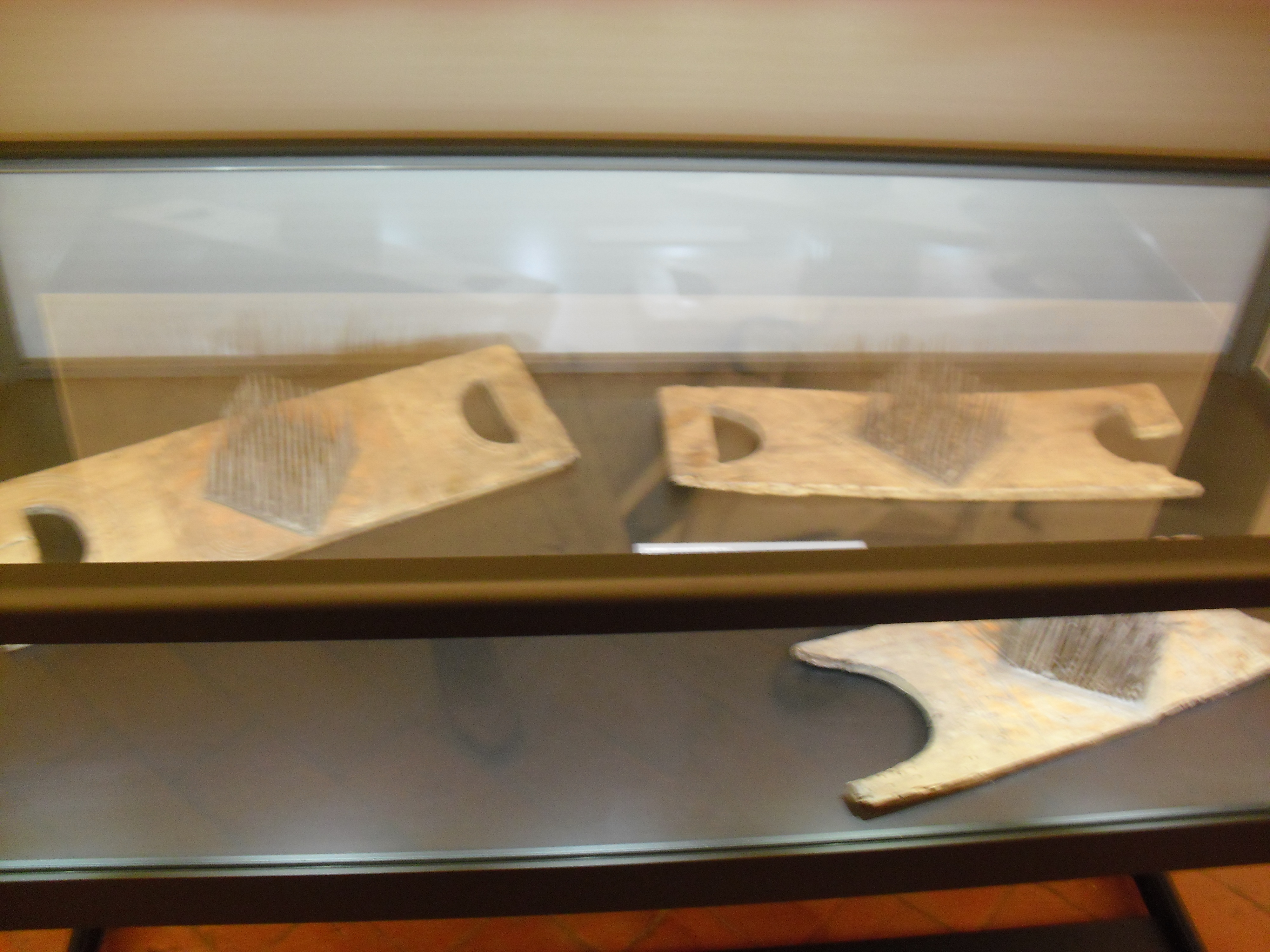
Spazzole per cardatura

Nel 1950 fu un'azienda tedesca ad iniziare la produzione di telai senza navetta, infatti, nei modelli più recenti, per aumentare la velocità di tessitura, questa è stata sostituita da getti di fluido di aria o di acqua che guidano la trama attraverso i fili dell'ordito.

## Tipi di telaio
Molti sono i mezzi con cui si può costruire un tessuto, da un cartone con i bordi dentellati a una cornice di legno (telaio a cornice).
- Il telaio a pesi è quello usato fin dalla preistoria, ed è costituito da pietre, o pesi, la cui funzione è mantenere tesi i fili dell'ordito.
- Il telaio verticale viene a tutt'oggi utilizzato in Asia Minore, nel Nord Africa e in Sardegna[4][5] per la tessitura dei tappeti e dai Navajo per confezionare la loro famose coperte.

In Sud America il telaio tradizionale è a tensione, la tensione dell'ordito viene ottenuta dal tessitore tirando col peso del proprio corpo i fili che vengono legati a un punto fisso (albero o chiodo).
I telai artigianali sono costruiti in legno e richiedono un lavoro manuale identico a quello dell'antichità.
- Per la tessitura degli arazzi se ne usano due tipi: il telaio ad alto liccio (un telaio verticale) e il telaio a basso liccio (orizzontale)
- Oggi si usano, per l'hobbystica, piccoli telai chiamati a pettine liccio, dove la funzione di apertura del passo e di battitura viene svolta da un solo attrezzo il pettine liccio appunto, questi telai permettono di produrre solamente tela. In passato il pettine era usato per la confezione di fasce e nastri, e fungeva unicamente da elemento separatore. La trama veniva compattata grazie ad un battente a forma di piccola spatola.
- Il telaio a spoletta volante o navetta lanciata possiede sulla cassa battente un dispositivo che lancia meccanicamente la spoletta, velocizzando il lavoro e permettendo ad un solo tessitore la produzione di tessuti con ampio fronte.
- Il telaio Jacquard è un telaio dove al posto dei licci vi è un'incastellatura chiamata montatura che converge ad una macchina controllata per mezzo di cartoni forati che, permettendo il movimento di ogni singolo filo secondo il disegno del cartone, permette l'esecuzione di complessi disegni e intrecci sul tessuto. L'introduzione della jacquard elettronica ha portato innumerevoli benefici, sia di cambio articolo rapido sia nell'archiviazione di disegni jacquard su hard disk o floppy disk, inoltre ha permesso di aumentare notevolmente il rapporto del disegno sul tessuto.

## Telaio industriale
I telai industriali oggi sono macchinari automatici, complessi; pur lavorando analogamente al vecchio telaio a navetta, hanno abbandonato quest'ultima per l'inserzione della trama allo scopo di velocizzare la tessitura.
Tre fondamentalmente le strade che si sono trovate per rimpiazzare la vecchia navetta:
- Inserzione della trama mediante due pinze, fatte scorrere all'interno del passo da due nastri, che si scambiano continuamente la trama, pinza portante e pinza traente, è questo il telaio a pinza.
- Inserzione della trama mediante soffio d'aria, nel profilo del pettine è ricavata una "pista", nella quale diversi ugelli soffiano aria per lanciare la trama attraverso il passo, è questo il telaio ad aria.
- Inserzione della trama mediante proiettile, dove un proiettile dotato di una pinza prende la trama, viene lanciato all'interno del passo (dei denti guida lo tengono sulla corretta traiettoria, viene poi frenato, lascia la trama e viene successivamente ritrasportato sotto il passo da una catena, per poi ripetere il suo lavoro, è questo il telaio a proiettile.

Il telaio generalmente più versatile è il telaio a pinza, arriva fino a 12 colori, lavora in altezza a 220 cm a circa 600 colpi al minuto (un telaio a navetta arrivava a circa 180 colpi al minuto in altezza 120 cm), quello più veloce è quello ad aria, solitamente lavora ad un colore con mischiatrama, pur arrivando a 4, lavora a circa 800 colpi in altezza 220 cm, mentre un discorso a sé merita il telaio a proiettile.
Tutti i produttori di telai hanno oggi in listino un modello a pinza, quasi tutti un modello ad aria, mentre solo un produttore fabbrica dal 1955 il telaio a proiettile.
Il telaio a proiettile è competitivo in grande altezza, solitamente 360–390 cm dove lavora a circa 340 colpi al minuto. Viene usato per fare articoli tecnici, grandi produzioni o articoli in grande altezza; in listino si arriva ad un'altezza di 850 cm, solitamente usata per produrre reti antigrandine, ma ci sono anche telai che per produrre teloni da cinema arrivano fino a 12 m.

## Tessitura
La tessitura consiste nell’intersecare fili disposti in senso longitudinale, cioè l’ordito, disponendo altri fili in senso trasversale, cioè la trama.
I componenti principali del telaio sono il subbio, il liccio, le leve, la navetta e il pettine. Il processo di tessitura inizia con la stesura della messa in carta e successivamente vi sono i tre passaggi principali: l’apertura del passo , il passaggio della trama e la battuta del pettine.
Messa in carta..

La messa in carta è lo schema che determina dati fondamentali riguardo ai fili e al modo con cui vengono tessuti. È fondamentale per capire come il disegno della stoffa viene abbozzato, in modo tale da avere successivamente a disposizione le diverse opzioni ed evitare di sbagliare durante la parte. La messa in carta si svolge in quattro movimenti: 
- Il rimettaggio che è la parte che indica in che ordine i fili dell’ordito vengono infilati nelle maglie dei licci. Ogni numero rappresenta un liccio e si legge da destra a sinistra, seguendo l’ordine.
- La legatura che è la parte che indica come vengono alzate le leve del telaio da tavolo. La prima riga in basso corrisponde al liccio 1, la seconda al liccio 2 e così via.
- La pedalatura che è l’ordine con cui i pedali o le leve vengono alzati.
- L'armatura del tessuto  che è la struttura del tessuto che risulta dal rimettaggio, dalla legatura e dalla pedalatura Ogni riga orizzontale rappresenta un filo di trama, ogni riga verticale uno di ordito. Ogni volta che un filo di ordito viene alzato, un filo di trama passa sotto ad esso e un quadrato viene annerito.

Apertura del liccio.
Per poter creare l’apertura del passo bisogna abbassare, seguendo lo schema di tessitura, le leve attraverso le quali passerà la spoletta che contiene il filo. Sui telai moderni, i quadri dei licci permettono sia di creare aperture del passo semplici che complesse. I quadri sono come delle cornici rettangolari che reggono dei fili; questi possono essere di metallo, nylon o di cotone, e vengono chiamati licci. I fili dell’ordito vengono passati uno ad uno all’interno dell’occhiello, che può contenere un filo solo. Inoltre ogni occhiello viene presentato verticalmente essendo appeso al liccio. A seconda del disegno e della complessità che si vuole raggiungere vi è un diverso schema di tessitura che determina quale leva controlla quale liccio.
Passaggio della trama.

Per creare il passo bisogna abbassare le leve prestabilite affinché gli occhielli alzino i fili dell’ordito. Il filo di trama viene inserito attraverso il passo da un piccolo utensile chiamato spoletta. Essa è solitamente appuntita alle due estremità per far sì che l’inserimento attraverso il passo sia più fluido e agevolato. Solitamente il filo viene avvolto nella metà dell’ago e successivamente montato sulla spoletta dalla quale passa il filo che si srotola per permettere alla spoletta di passare. Muovendo la spoletta avanti e indietro attraverso l’apertura del passo, si crea così un bordo detto cimosa a lato del tessuto che ne evita lo sbrogliamento.
Battuta del pettine.
Attraverso i licci e il subbio posteriore, i fili di ordito devono passare in un secondo quadro composto da una griglia metallica chiamata “pettine” per via della sua somiglianza. La parte di stoffa che non è stata ancora tessuta e non ancora avvolta al subbio anteriore viene chiamata “fell”. Dopo che la spoletta ha attraversato il passo avendo portato con sé il filo di trama, il tessitore usa il pettine per battere il filo e bloccandolo fa in modo che il disegno prenda forma seguendo lo schema di tessitura. I telai da fabbrica possono arrivare ad una velocità che va dai 150 ai 160 passaggi al minuto.
Una volta finito il lavoro ci sono altri due passaggi secondari:  il primo consiste nel rilasciare i fili di ordito dal subbio posteriore e il secondo nell’avvolgere al subbio anteriore il tessuto finito,  girando le rotelle che si trovano ai lati. Questo passaggio viene chiamato avanzamento. Vi è un eventuale terzo passaggio chiamato “filling stop motion” nel quale bisogna prestare attenzione alla tensione del filo perché se tirato eccessivamente vi è il rischio che si spezzi.

### Manutenzione
Una fase molto importante della tessitura con telaio industriale è la manutenzione. Un'accurata manutenzione serve per evitare rotture e scarsa qualità di produzione,  ma soprattutto, visti i recenti accadimenti, per evitare incidenti, anche mortali. Per questo esistono da anni riferimenti normativi specifici 

## Componenti

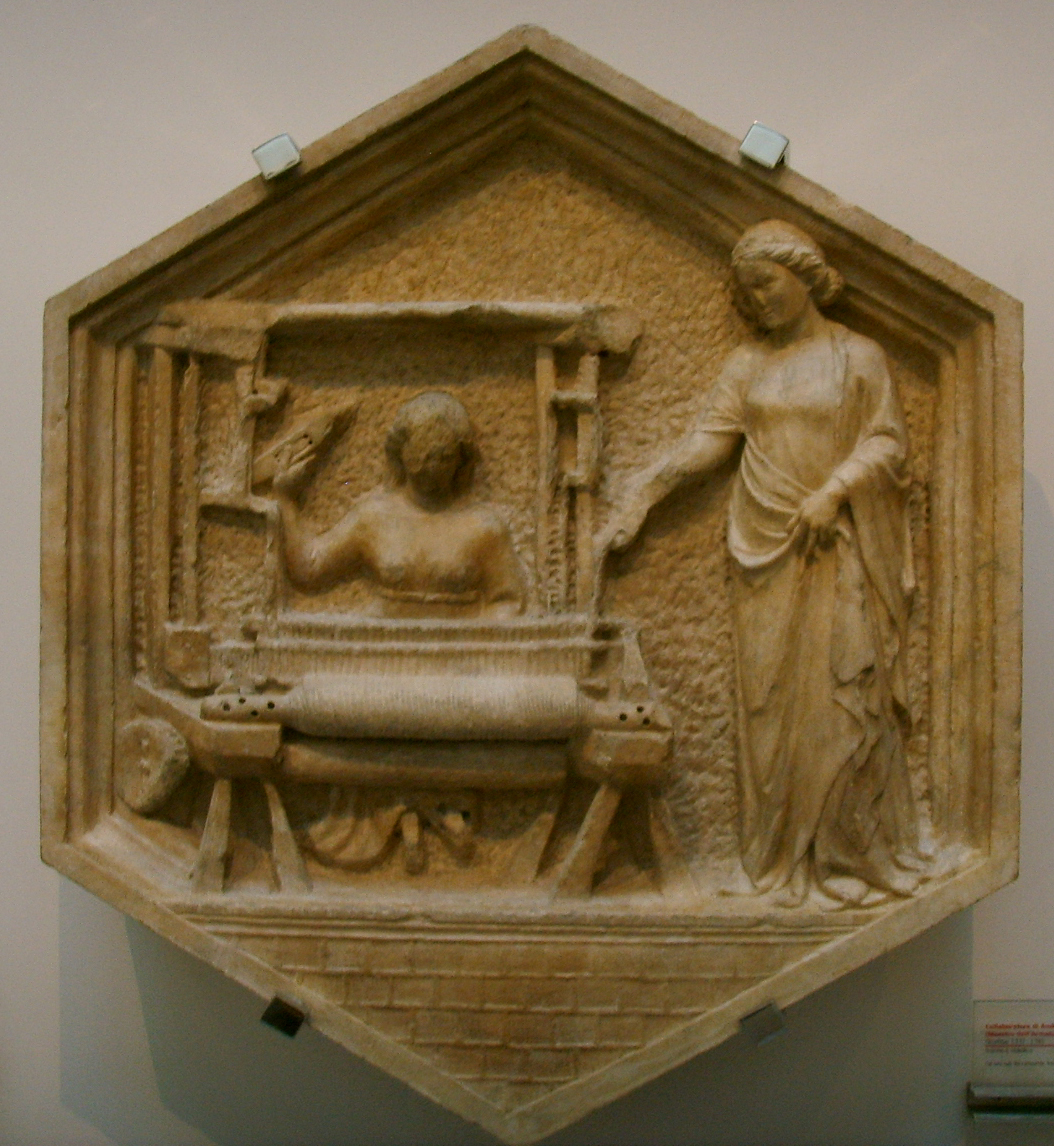
Tessitura, formella del Campanile di Giotto, Andrea Pisano, 1334-1336, Firenze

- Pettine: serve a battere, comprimere le trame una contro l'altra (in termine tecnico "cassa battente")
- Subbio posteriore: contiene e svolge la catena d'ordito
- Subbio anteriore (tira pezza): avvolge il tessuto preparato
- Liccio: serve ad aprire il passo
- Maglie: nel liccio contengono i fori in cui passano i fili
- Guardia ordito: vi sono presenti le lamelle sostenute dal filo, quando vi è una rottura la lamella cade sul guardia ordito fermando il telaio